# Центр Юнуса
Центр Юнуса (Yunus Centre) — аналитический центр, базирующийся в Дакке (Бангладеш). Организован в 2006 году лауреатом Нобелевской премии мира Мухаммадом Юнусом для решения проблем, связанных с социальным предпринимательством в области снижения уровня бедности, а также для продвижения идей профессора Юнуса. Исполнительным директором центра является Ламия Моршед.

## История
После того, как в 2006 году Мухаммад Юнус и его Grameen Bank получили Нобелевскую премию мира, был сформирован личный офис профессора («Секретариат Юнуса»). Он продвигал идеи и бизнес-философию Юнуса, служил универсальной информационной площадкой для всех желающих заняться социальным предпринимательством. В июле 2008 года «Секретариат Юнуса» был официально переименован в Центр Юнуса. В январе 2009 года Центр Юнуса и немецкая консалтинговая компания CR основали Grameen Creative Lab.

## Задачи и проекты
Центр Юнуса в рамках Целей развития тысячелетия развивает новые социальные проекты, помогает новым социальным стартапам, находит партнёров и кооперирует единомышленников в какой-либо области социального предпринимательства. Также Центр издаёт ежеквартальный информационный бюллетень о новых разработках в области социального бизнеса, продвигает доступные, но высококачественные товары и услуги, адаптированные к низкой покупательной способности бедных людей. При поддержке Центра Юнуса и Grameen Healthcare Trust в социальное предпринимательство Бангладеш инвестировали такие международные корпорации, как BASF, Danone, Intel и Veolia.
В 2009 году Центр Юнуса и Grameen Creative Lab создали Глобальный саммит социального бизнеса. В 2014 году Центр Юнуса через «Новый предпринимательский проект» финансировал 385 различных проектов.
В сотрудничестве с Гарвардским университетом, университетом Боккони, Флорентийским университетом, университетом Макгилла, Каледонским университетом, Салфордским университетом (Большой Манчестер) и Азиатским технологическим институтом (Патхумтхани) Центр Юнуса разрабатывает учебные пособия для преподавания основ социального предпринимательства.